# Muserola
La muserola (del francés musserolle) es la correa que se coloca a 3 o 4 pulgadas encima de los ollares del caballo, haciendo el oficio de una especie de cabezón suave y blando.
Va atravesada por los ramales de la brida, rodea la parte inferior de la cabeza y se cierra por medio de una hebilla colocada encima de la barbada.
En ocasiones impide en parte el juego de los dos ramales de la brida, a los que mantiene en una posición fija, aumentando así el efecto del bocado con la presión suave que ejerce sobre la nariz del caballo cuando el jinete se sirve de la brida.
A los caballos destinados al acoso de reses bravas, en Andalucía, se les pone una serreta en la muserola que les impide abrir la boca y evitar la acción del bocado.